# جزیره گرگ
جزیره گرگ‌ها (به انگلیسی: Wolf Island) هشتمین کتاب از مجموعه دیموناتا نوشته‌ی نویسنده ایرلندی دارن شان است. جزیره گرگ‌ها به همراه کتاب بعدی در موازات وقایع سایه مرگ روایت می‌شود، راوی این کتاب گروبز گریدی است. این کتاب در ایرلند و بریتانیا در ۲۲ سپتامبر ۲۰۰۸ و در ایالات متحده در ماه مه ۲۰۰۹ منتشر شد.

## داستان
برانابوس از ترس عملکرد کا-گاش بر علیه جهان انسان‌ها، تکه‌ها را از هم دور می‌کند. کرنل و گروبز به دیموناتا می‌روند تا سایه را تعقیب کنند. بعد از ماه‌ها تعقیب و گریز و مبارزه درون دیموناتا، ناگهان گذرگاهی باز می‌شود و میرآ و شارک از آن بیرون می‌آیند. آنها اطلاع می‌دهند که 
گروهی گرگ‌نما و افراد مسلح به درویش و بک حمله کرده‌اند. برانابوس برای نجات دادن بک، گذرگاهی باز می‌کند و همه‌ی آنها وارد یک بیمارستان می‌شوند.(مراجعه شود به کتاب سایه مرگ)
بعد از شکست شیاطین، گروبز و میرآ و شارک برای پی بردن به علت حمله گرگ‌نماها از تیم اصلی جدا می‌شوند. بعد از این اتفاق، شارک بوسیله نفوذی که دارد تیمی دوازده نفره برای حمله به ساختمان لمب‌ها، جمع می‌کند. یکی از این افراد که هوشی فوق‌العاده در تکنولوژی دارد و تیماس براوس نامیده می‌شود، مکان لمب‌ها را پیدا کرده و تیم شارک وارد عمل می‌شود. به پیشنهاد میرآ، آنها بلافاصله حمله نمی‌کنند و خود را به لمب‌ها را نشان می‌دهند. رئیس لمب‌ها یعنی آنتوان هورویتزر، گروه را به داخل دعوت می‌کند و آنها متوجه می‌شوند که لمب‌ها با بارور کردن گرگ‌نما ها لشکری از آنها تولید کرده‌اند و این لشکر بوسیله پرای اتیم (یکی از شخصیت‌های اسلاتر) به نقطه‌ی نامعلومی منتقل شده. با کمک هوش تیماس آنها جزیره‌ای به نام جزیره گرگ‌ها را پیدا می‌کنند و راهی آنجا می‌شوند. بعد از شکست محافظان ساختمان جزیره، گروه به اتاق پرای می‌رسد، ولی پرای به صندلی بسته شده و کسی که برای آنها تله کاشته یعنی آنتوان، یونی را به آنجا می‌کشاند. گروبز و افرادش که به تله افتاده‌اند با منفجر کردن یکی از دیوارها فرار می‌کنند، ولی قبل از رسیدن به هلیکوپتر لشکر گرگ‌نماها از راه رسیده و آنها با دادن تلفات زیاد، با کمک تیماس داخل غاری پنهان می‌شوند. کا-گاش به گروبز هشدار می‌دهد که زودتر آنجا را ترک کنند. این هشدار به موقع جان آنها را نجات می‌دهد. شارک برای نجات جان بقیه، با دیگر گرگ‌نما ها درگیر می‌شود ولی سرانجام دیگر نجات یافته ها تحت محاصره گرگ‌ها قرار گرفته و چیزی تا مرگ فاصله ندارند. گروبز گرگ درونش را که با کمک جادو تحت کنترل گرفته بود، آزاد می‌کند.
گرگ درون گروبز که حالا متعلق به خودش است، دیگر گرگ‌نما ها را تحت اختیار می‌گیرد. لشکر گرگ‌نمایی گروبز به افراد یونی حمله کرده و آنها را می‌کشد ولی خود گروبز با یونی درگیر شده و در حالی که چیزی نمانده یونی، گروبز را بکشد او را رها می‌کند. یونی می‌گوید: این دیموناتا نیست که دنیای شما رو نابود می‌کنه، گروبز گریدی، تو این کارو خواهی کرد.» و بعد فرار می‌کند. گروبز که این حرف را باور نمی‌کند سراغ آنتوان می‌رود و او را مجبور می‌کند با افرادش درویش و بک و کایریلی را از دریا بیرون بکشد. وقتی آنتوان به اجبار این کار را انجام می‌دهد، گرگ‌های دستیار گروبز او را می‌کشند.
بعد از مرگ آنتوان هورویتزر، افراد گروبز به مکان نگهداری درویش می‌روند. قبل از رفتن به آنجا، گروبز یک گروه قدرتمند از گرگ‌نما‌ها را با خود همراه می‌کند تا در نبرد با شیاطین به او کمک کنند. وقتی پیش درویش و بک می‌رسند، یک گروه از شیاطین به شهر حمله می‌کنند و گروبز به همراه دیگر مریدان که حالا تحت فرمان او هستند به آنها حمله می‌کنند.